# Neckera drummondii
Neckera drummondii là một loài rêu trong họ Neckeraceae. Loài này được (Taylor) Müll. Hal. mô tả khoa học đầu tiên năm 1850.